# 病血
《病血》（中国大陆又译作，台湾又译作）是Crazy Games開發的恐怖求生遊戲，於2001年在日本首發。遊戲主人公高中生Eriko Christy只身前往恐怖主題遊樂園解救失去音訊朋友。遊戲共設六個關卡，各關均爲恐怖劇院，玩家需要探測並解除陷阱，並與來襲的敵人作戰。
Crazy Games舊名Climax Graphics，曾爲Dreamcast開發动作冒险游戏《苍蓝刺针》。之后团队期望一款开发恐怖游戏，该游戏即《病血》。他们开发《病血》时借鉴了鬼屋和恐怖片，以期创作不同于其他恐怖游戏的独创场景。
《病血》于世嘉宣布Dreamcast停产一个月后面世。评论称赞游戏的原创概念、黑色幽默、狗血风格和B级恐怖片式素质，但也对游戏设计、操控、整体可玩性表示批评。游戏商业失利，销量仅为《苍蓝刺针》的一成。曾有开发商制作Xbox移植版，但项目最终搁浅。

## 玩法

Eriko在场景中移动，上方的感官监视器产生了反应

《病血》是求生存恐怖游戏。游戏共设6关，即游乐场中6个恐怖片剧场。玩家初始的操作角色为Eriko Christy，在游戏中救出各位角色后，便可以操作这些强度各异的角色过关。玩家可以在关卡中搜索道具，也可以在连接各关卡的公园大看台购买道具。一些道具可以补充游戏故事，另一些道具为通过关卡之必须，还有一些治疗道具可以恢复玩家能力。玩家还可在各关和看台的「急救室」购买恢复道具，或强化角色能力。
与当时强调战斗的求生恐怖游戏不同，《病血》着重定位与解除陷阱。关卡中陷阱位置、敌人和道具都是随机的。各类陷阱和敌人会不同程度地影响玩家角色体力、心率或出血量。玩家受伤时体力会降低、出血量会增加，受到惊吓时心率会上升。大量出血会会让体力和心率减少。角色出血量达到上限或者体力耗尽时会死亡，心率过速或心跳停止时亦会死亡。玩家当前角色死亡后，可以使用其他可用角色继续游戏。全部角色死亡时游戏结束，玩家只能读取之前的存档继续游玩。
屏幕上方是感官监视器，监视角色的视觉、听觉、嗅觉和第六感。当玩家接近道具或潜在危险时，相应的感官监视器就会起反应。各关前期某处藏有恐怖监视器，玩家可利用恐怖监视器拆除陷阱。有了恐怖监视器后，玩家可以消耗肾上腺素标记或有陷阱和敌人的区域。如果玩家标记正确，则可以解除陷阱并取回恢复肾上腺素。标记敌人后，玩家战斗时亦将先发制敌。与敌人交战时，游戏将进入专门的战斗模式，玩家必须消灭敌人，或从停机坪呼叫直升机逃离。玩家取胜后可获得肾上腺素。

## 故事
游戏主人公是高中生、恐怖片爱好者Eriko Christy。Eriko家经营着一座流動鬼屋，其父自她年幼時就用她來测试鬼屋道具的效果。在Eriko 6岁时，母亲带着她远离了父亲。现在，Eriko的三位好友邀请她去新建的恐怖游乐园Illbleed。Illbleed創始者、恐怖电影制片人Michael Reynolds懸賞稱，生還闖過所有設施的人將獲得一億美元獎金。Eriko认为这只是廉价的宣传噱头，便沒有接受邀請。三位好友興沖沖地前往遊樂園，但過了數日依然沒有回來。Eriko擔心他們的安危，便只身前往公园调查。
Eriko在遊樂園中探索各個恐怖片主题鬼屋。她可以在探索的过程中拯救各位伙伴。如果她營救全部好友及记者Jorg，Eriko和她的朋友们就会赢得奖金。在之後的新游戏+中，Eriko说她要回Illbleed，并告訴他们不要跟來。本輪遊戲中，Eriko在最后遇到了始作俑者Michael Reynolds——其真實身份是Eriko之父。最終，Eriko在戰鬥中击倒了Michael。

## 开发

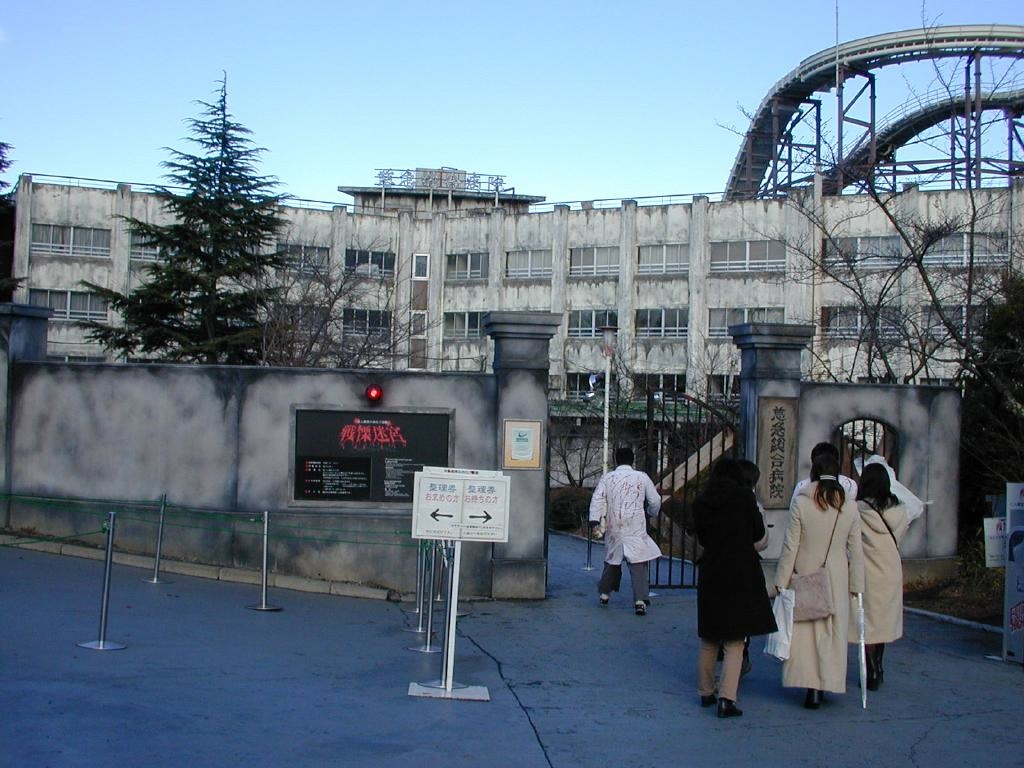
富士急乐园的鬼屋是《病血》主要灵感来源

《病血》是由东京游戏开发商Crazy Games开发的Dreamcast游戏。公司创始人兼游戏制作者西垣伸也领衔开发作品。在游戏发行一个月前，公司将Climax Graphic改为此名称。公司首款Dreamcast游戏是《苍蓝刺针》，1999年由世嘉在日本发行。公司想为《苍蓝刺针》开发续作，而世嘉看到《苍蓝刺针》在西方的商业表现后亦有此意。不过，他们最终制作了《病血》这款全新恐怖游戏。《病血》在东京新宿区制作，开发周期为一年半。Crazy Games最多曾派23名员工制作游戏 。程序员Kazuaki Yokozawa设计了新游戏引擎，在解决《苍蓝刺针》的镜头问题的同时，还提高了帧率、加入了更多效果、支援了同屏显示更多对象。菊池幸範为游戏制作音乐。
为避免《苍蓝刺针》和《生化危机》等恐怖冒险游戏撞车，《苍蓝刺针》未融入恐怖元素。但开发《病血》时，团队全盘加入恐怖内容。受日本片《午夜凶鈴》、《七夜怪談2：復活之路》和美国片《驚聲尖叫》的影响，恐怖作品正处于复兴时期。团队决定模拟游乐场中的鬼屋，精心制作一款融入跳跃式惊吓的鬼屋游戏。他们游览山梨县富士急乐园的鬼屋汲取灵感，研究景点为吸引游客所做的设计。他们还从1980年代美国恐怖片和B级片中汲取了灵感。西垣稱他參考了詹姆斯·卡梅隆、斯蒂芬·斯皮尔伯格、乔治·卢卡斯、宫崎骏、黑澤明等電影导演的設計風格。

## 发行
《病血》于2000年4月的东京电玩展上首次亮相。游戏演示版亦登上当年的电子娱乐展（E3）及9月份东京电玩展的展台。《苍蓝刺针》成功后，Crazy Game希望世嘉继续英文化《病血》；但美国世嘉于2000年年中表示，限于第一方游戏排程，他们取消了《病血》的本地化计划。世嘉认为这款游戏有前途，会有第三方发行商接手；而确如世嘉所期，Crazy Game很快收到5家发行商的本地化要约。Jaleco拿到了权利，但之后因财政问题为PCCW所收购。2001年初，前Jaleco高管创办了Amusement Interface Associate（AIA）及其美国子公司AIA USA，最终AIA USA将游戏的本地化。
2001年3月29日，世嘉宣布Dreamcast停产两个月后，Crazy Games自行在日本发行《病血》。一个月后，AIA USA发行了北美版游戏。Crazy Games还发行了限量1,000份的Eriko Christy活动人偶。《病血》的销售成绩不佳，5万份销量的仅为《苍蓝刺针》销量的一成。
日本开发商Coolnet Entertainment曾开发《病血》和《苍蓝刺针》的Xbox移植版。据信《病血》开发进度达90%，且預定中文化。但因西垣2004年逝世、Xbox在日本销量惨淡，移植计划最终搁浅。

## 评价
依评论汇总网站Metacritic统计，《病血》获得「两极或中庸评价」。评论称赞游戏以侦测和躲避陷阱来回避战斗和解谜的玩法，认为其走出了当时求生恐怖游戏的新路线。《电子游戏月刊》称，《病血》「捡起行将熄灭的求生恐怖游戏火炬浇上汽油，然后把它扔进你的树屋、笑个不停」。《次世代》称求生恐怖游戏几乎和第一人称射击游戏一样无处不在，而《病血》成功走出了自己的路。GameSpy也认为此类游戏需要有所革新，而《病血》的新游戏要素和特有幽默就是其独创点。
评论多称赞狗血式的B级片风、扭曲的黑色幽默、无端的血色场景。GameSpot称《病血》的另类演出补救了品质问题，无端的大喷血完美奠定了B级片风。《电子游戏月刊》称游戏怪诞至极。英国《Dreamcast杂志》称游戏里的一切都极尽疯狂与夸张。对于游戏配音，虽然《电子游戏月刊》和「GameSpy」表示不满，但《Dreamcast杂志》表示游戏的狗血属性因其而增色。《电子游戏月刊》和《次世代》均评论道，游戏的预算很低，正与其灵感来源B级片一脉相承。
《病血》的游戏设计和操控反响不佳。评论称游戏跳跃操作生硬、走跑差异鲜明、镜头系统糟糕，这些问题带给玩家困扰。「IGN」称因为这些体验的问题，玩家很难享受游戏。《Edge》称，逐间房子来搜索酷似乏味的踩地雷游戏标雷练习，不过除了存档问题外总体效果不错。“GameSpot”和「GameSpy」批评游戏停停走走的节奏：玩家进入房间之前，需要停下来扫描房间有无陷阱。
评论《病血》适合青睐低档恐怖片、不在乎技术缺陷的玩家游玩。「GameSpot」称，「喜欢恐怖闹剧与否」和「能否容忍乏味」是玩家是否能享受游戏的关键。游戏制作人西垣伸哉称，「《病血》需要很高的智商才能玩。这只是一个许多人无法理解的混搭娱乐。对我而言，游戏的负面评论完全没有影响。」

## 外部連結
- 官方網站：ILLBLEED，存档于Wayback Machine|（存檔日期 2001-06-03）